# Eleutherodactylus paulsoni
Eleutherodactylus paulsoni är en groddjursart som beskrevs av Schwartz 1964. Eleutherodactylus paulsoni ingår i släktet Eleutherodactylus och familjen Eleutherodactylidae. IUCN kategoriserar arten globalt som akut hotad. Inga underarter finns listade i Catalogue of Life.